# باژزا
باژزا (به لاتین: Bajzë) یک منطقهٔ مسکونی در آلبانی است که در استان مالسی-ا-ماده واقع شده‌است. باژزا ۲٬۳۴۶ نفر جمعیت دارد.